# Rigidsociaria
Rigidsociaria là một chi bướm đêm thuộc phân họ Tortricinae của họ Tortricidae.

## Các loài
- Rigidsociaria erinaceola Razowski, 1986